# August Wilhelm Belfrage

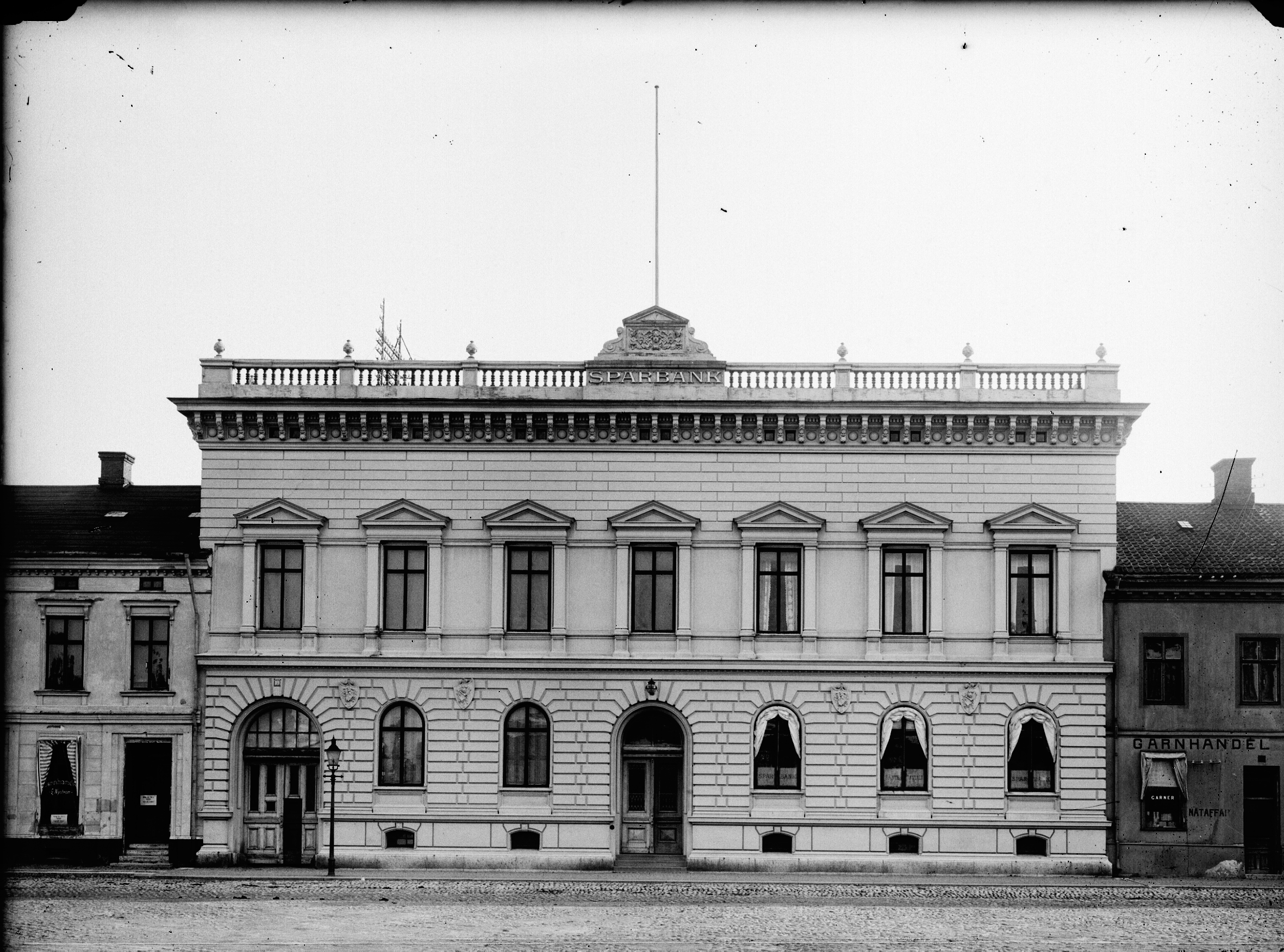
Sparbanken i Vänersborg

August Wilhelm Belfrage, född 2 oktober 1841 Överjärna socken, död 19 juni 1909 i Göteborg, var en svensk arkitekt. 
Han var son till bruksägaren Johan August Knut Belfrage i Överjärna. Han examinerades 1861 från Chalmerska slöjdskolan och var sedan anställd hos August Krüger i Göteborg. Från 1876 var han delägare i byggnadsfirman Johansson & Belfrage, men 1879 startade han istället arkitektbyrå med Wilhelm Franck och bildade Belfrage & Franck. Firman ritade bland annat det Denninghoffska huset vid Östra Hamngatan 40 (1880). Tillsammans står man också bakom bankhusen för Alingsås sparbank (1880-1882), Sparbanken i Vänersborg (1882) och Hallands enskilda bank i Halmstad (1881-1884). Belfrage drev firman själv från 1883 efter att Franck lämnat för ett kompanjonskap Georg Krüger.